# Тютрюмов, Александр Сергеевич
Алекса́ндр Серге́евич Тютрю́мов (28 августа 1998, Пермь) — российский игрок в настольный теннис. Мастер спорта России. Представляет клуб настольного тенниса УГМК.
Серебряный призёр чемпионата России в одиночном и парном разрядах. Призёр Кубка России.

## Биография
С настольным теннисом познакомился ещё в детском саду. Его одногруппница занималась у своего отца и часто уходила домой пораньше. В школе они учились вместе, и девочка так же уходила рано с уроков ради тренировок. Видя это, Тютрюмов попросил своих родителей отдать его в настольный теннис. Чтобы ребёнок не отставал в учёбе, ему наняли репетиторов.
До 13 лет занимался в родной Перми. Затем переехал в Верхнюю Пышму, где тренировался на базе клуба УГМК и учился в школе при училище олимпийского резерва. Окончив девять классов, поступил в само училище, но не смог совладать с учёбой и перевёлся в колледж экономики и права. Получив диплом, поступил на факультет физкультуры в Магнитогорский государственный технический университет имени Носова.

## Карьера
Первый успех пришёл к Тютрюмову в 12 лет — мальчик стал вице-чемпионом России среди сверстников. В 15 лет в составе команды Свердловской области выиграл командное первенство России и выполнил норматив мастера спорта.
На молодёжном уровне становился чемпионом России (до 22 лет) в личном и командном зачётах.
На взрослом уровне становился призёром Кубка России (2018) и вице-чемпионом России в одиночном и парном разрядах (2020).

## Стиль игры
Использует европейский хват ракетки. Предпочитает играть в атакующем стиле.